# Hedhuggspindel
Hedhuggspindel (Gnaphosa leporina) är en spindelart som först beskrevs av Ludwig Carl Christian Koch 1866.  Hedhuggspindel ingår i släktet Gnaphosa och familjen plattbuksspindlar. Arten är reproducerande i Sverige. Inga underarter finns listade i Catalogue of Life.